# Sevinc Cəfərzadə
Sevinc Cəfərzadə (* 1. Juni 1994 in Viravul) ist eine aserbaidschanische Fußballspielerin.

## Karriere

### Verein
Cəfərzadə spielte 2017 bei Donchanka Azov. Danach wechselte sie 2018 Kubanochka Krasnodar. 2020 war sie im Verein Yenisey Krasnoyarsk aktiv. Seit 2021 spielt sie für WFC Krasnodar.

### Nationalmannschaft
Seit 2010 spielt Cəfərzadə für die Aserbaidschanische Fußballnationalmannschaft der Frauen. 2012 wurde sie in die aserbaidschanische U19-Frauennationalmannschaft berufen und spielte 3 Länderspiele. In der Nationalmannschaft absolvierte sie bisher 5 Länderspiele.